# Cuestión social

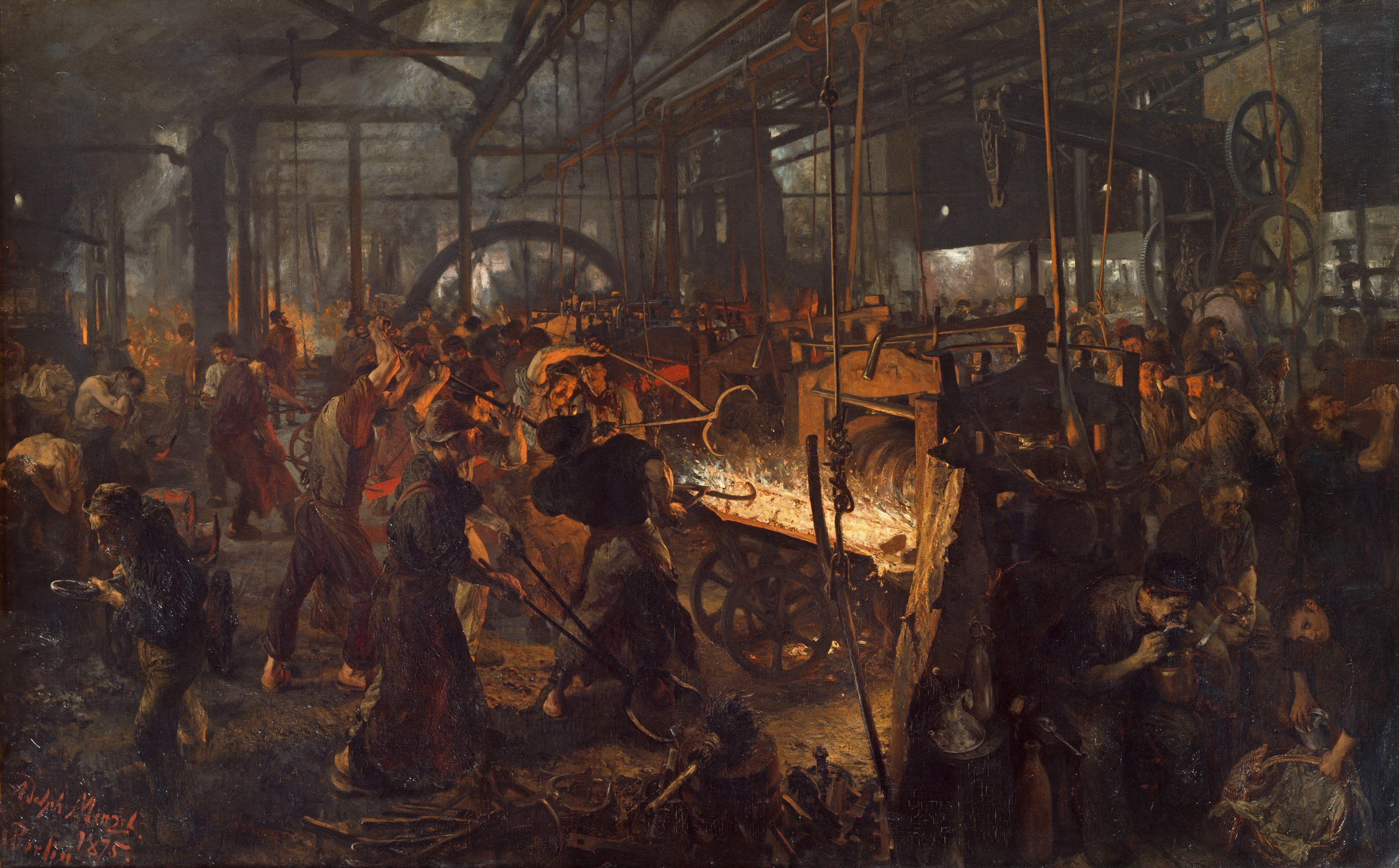
La fundición de Adolph von Menzel (1872-1875).

Cuestión social es una expresión acuñada en Europa en el siglo XIX que intentó recoger las inquietudes de políticos, intelectuales y religiosos frente a múltiples problemas generados después de la revolución industrial, entre ellos la pobreza y mala calidad de vida de la clase trabajadora.

## Historia
A lo largo del siglo XIX fue cada vez más evidente la incapacidad del sistema socioeconómico liberal para mejorar las condiciones de vida de las clases trabajadoras. Fue así como se fue abriendo paso la idea de la necesidad de la intervención del Estado para solucionar la que empezó a llamarse «cuestión social» poniéndose en cuestión el principio del liberalismo clásico de que el individuo era el único responsable de su propia condición moral y material. A ello también contribuyeron las críticas del movimiento obrero, la difusión del socialismo y el desarrollo del positivismo y de las ciencias sociales.

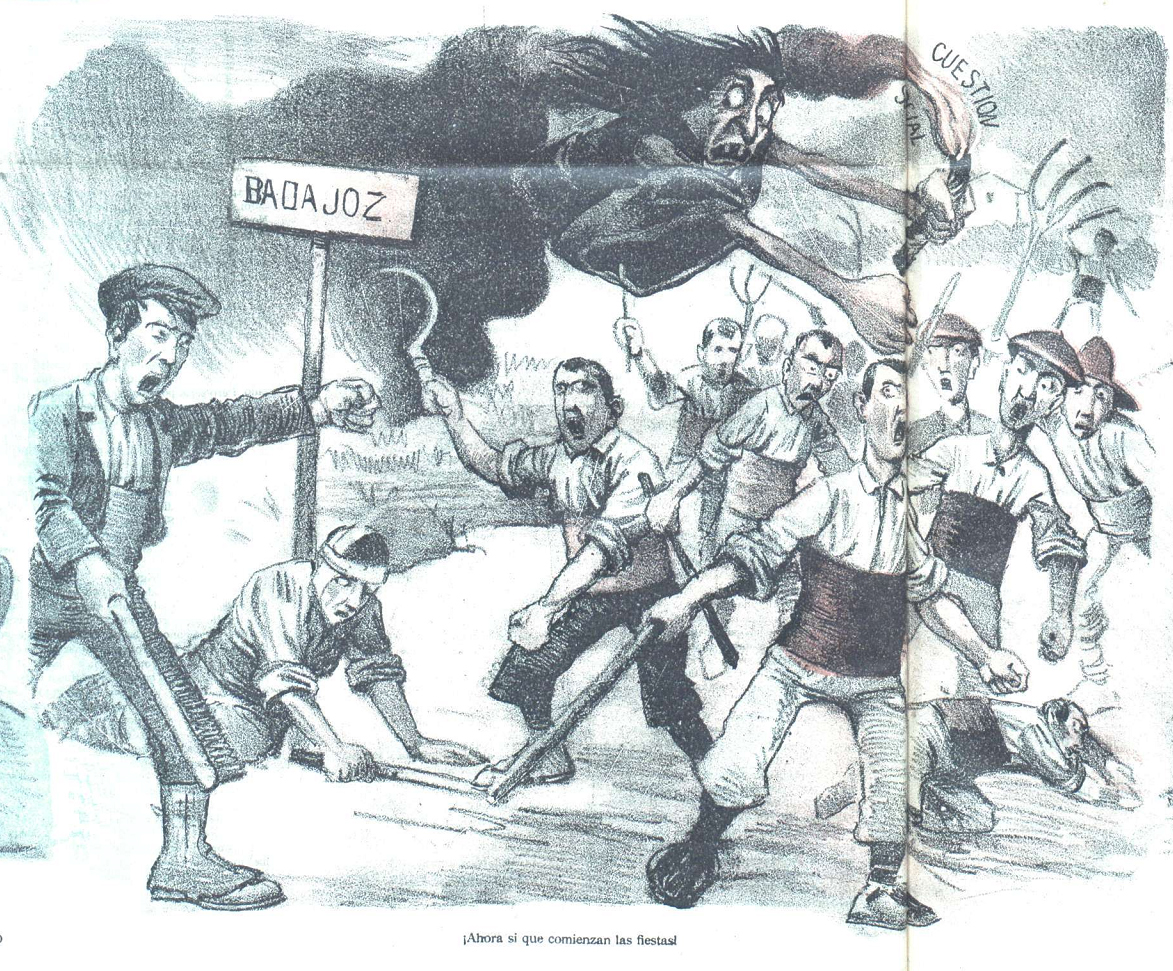
Alegoría de la cuestión social en una caricatura de comienzos del siglo

En la segunda mitad del siglo XIX ya existía una conciencia generalizada de que la pobreza de las clases trabajadoras se debía a las condiciones ambientales, sociales y económicas que solo la intervención del Estado podría corregir. El pionero fue el Imperio alemán con la política social aplicada por el canciller Otto von Bismarck, al que siguieron Reino Unido con el New liberalism y la Tercera República Francesa, donde triunfó el «solidarismo» propugnado por Léon Bourgeois. La Iglesia católica también se sumó a la nueva corriente antiindividualista con la publicación en 1891 de la encíclica Rerum novarum por el papa León XIII, «lo que contribuyó a facilitar el giro intervencionista entre las clases conservadoras» y que dio nacimiento al catolicismo social.

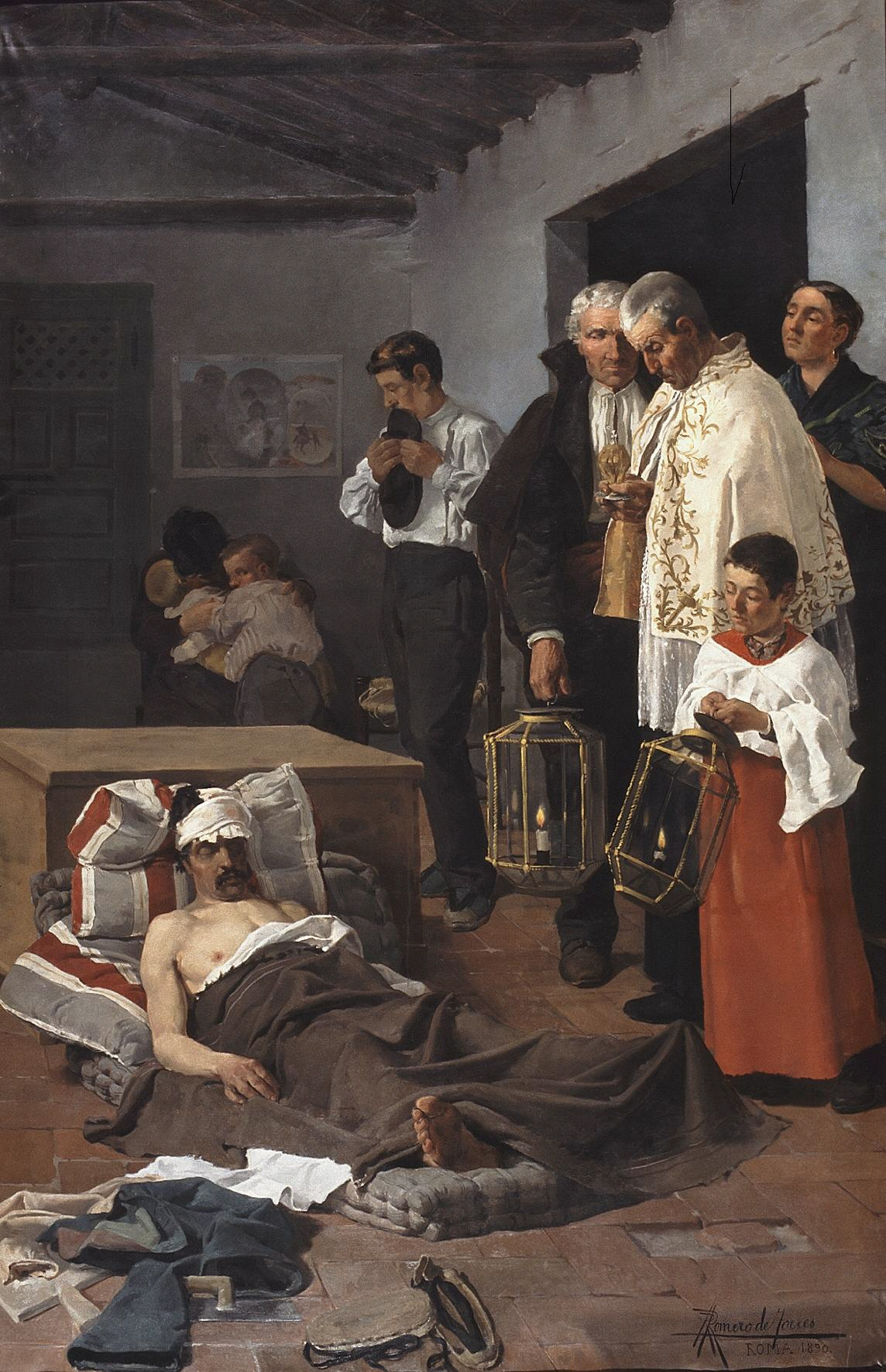
El albañil herido o Los últimos sacramentos (1890), de Rafael Romero de Torres. En este cuadro se observa la forma de abordar la cuestión social por parte de los sectores ideológicos opuestos a la intervención del Estado y que fue denunciada, entre otros muchos, por el presidente del gobierno español Antonio Cánovas del Castillo.

Sin embargo, la necesidad de la intervención del Estado para solucionar la «cuestión social» encontró fuertes resistencias, lo que explicaría el retraso de algunos países en aprobar las primeras leyes sociales. Cuando en 1890 el nuevo gobierno español presidido por el conservador Antonio Cánovas del Castillo anunció que iba a dar preferencia a las cuestiones económicas y sociales «desarrollando un régimen de eficaz protección a todos los ramos del trabajo», con una especial atención a «cuanto atañe a los intereses de la clase trabajadora», algunos diputados mostraron su disconformidad, incluso dentro de las filas del propio partido conservador. Por ejemplo, Alberto Bosch y Fustegueras, de la facción conservadora de Francisco Romero Robledo, se manifestó en contra de la limitación de las horas de trabajo de mujeres y de niños con el siguiente argumento:

Limitar el trabajo es la más odiosa y la más extraña de las tiranías; limitar el trabajo del niño es entorpecer la educación tecnológica y el aprendizaje; limitar el trabajo de las mujeres… es hasta impedir que la madre realice el más hermoso de los sacrificios… el sacrificio indispensable en algunas ocasiones para mantener el hogar de la familia.

Cuando a fines de 1890 el presidente Cánovas del Castillo habló en el Ateneo de Madrid de la necesidad de la intervención del Estado para resolver la cuestión social alegando la insuficiencia de las actitudes morales —la caridad del rico y la resignación del pobre—, el pensador católico tradicionalista Juan Manuel Ortí y Lara le acusó de «caer en la sima del socialismo, violando los principios de la justicia, que consagran el derecho de la propiedad», alabando a continuación «el oficio de la mendiguez, [que] no repugna a la religión; al contrario, la religión la ha sancionado… y la ennoblece. […] El espectáculo de la mendiguez… [fomenta] el espíritu cristiano».

## Definición
El historiador chileno Sergio Grez, citando a James O. Morris, describe la cuestión social como:

la totalidad de [...] consecuencias sociales, laborales e ideológicas de la industrialización y urbanización nacientes: una nueva forma dependiente del sistema de salarios, la aparición de problemas cada vez más complejos pertinentes a vivienda obrera, atención médica y salubridad; la constitución de organizaciones destinadas a defender los intereses del nuevo "proletariado"; huelgas y demostraciones callejeras, tal vez choques armados entre los trabajadores y la policía o los militares, y cierta popularidad de las ideas extremistas, con una consiguiente influencia sobre los dirigentes de los amonestados trabajadores.

### Cuestión social en la iglesia católica
La cuestión social es, en la Doctrina social de la Iglesia, el trastorno producido por el encuentro del progreso material con el decaimiento de los principios ético-sociales, trastorno que se caracteriza por un vivo malestar de todas las clases de la sociedad y la generación de antagonismo entre las mismas. La cuestión social para la Doctrina social de la Iglesia se manifiesta externamente como afectando de un modo principal a la clase obrera (los asalariados) en sus relaciones con los capitalistas y empresarios; pero en realidad se hace sentir en todas las clases sociales. y también puede ser un conjunto de condiciones sociales, políticas, económicas, culturales y económicamente exportador. 
Se puede decir que dos ideologías han surgido como explicaciones y respuestas al surgimiento de la cuestión: el socialismo y el socialcristianismo. La cuestión social, en el caso del socialcristianismo, como señala el papa León XIII en la Encíclica Rerum Novarum que, «en opinión de algunos, la llamada cuestión social es solamente económica, siendo por el contrario ciertísimo, que es principalmente moral y religiosa y por esto ha de resolverse en conformidad con las leyes de la moral y de la religión».